# Aurora von Königsmarck

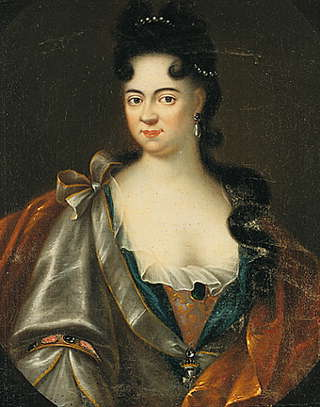
Aurora Gräfin von Königsmarck

Maria Aurora Gräfin von Königsmarck (* 28. April 1662 in Stade; † 16. Februar 1728 in Quedlinburg) war eine deutsche Adelige und Dichterin. Sie entstammte dem altmärkischen Adelsgeschlecht Königsmarck. Sie war Mätresse Augusts des Starken und danach Pröpstin des Stiftes Quedlinburg. Voltaire soll sie neben Katharina II. als „die berühmteste Frau zweier Jahrhunderte“ bezeichnet haben.

## Leben
Maria Aurora war die Tochter des Grafen Conrad Christopher von Königsmarck (1634–1673) und seiner Frau Maria Christina von Wrangel (1628–1691), deren Halbbruder der schwedische Reichsmarschall Carl Gustaf Wrangel, Graf von Salmis, war. Ihre Kindheit verbrachte sie größtenteils auf Schloss Agathenburg. Sie besuchte seit ihrem 15. Lebensjahr in Begleitung ihrer Mutter die Höfe Deutschlands und Schwedens. Nach deren Tod 1691 lebte sie längere Zeit in Hamburg bei ihrer dort verheirateten jüngeren Schwester Amalie Wilhelmine von Königsmarck. Drei Jahre später, 1694, ging sie nach Dresden, um mit Hilfe Augusts des Starken ihren Bruder Philipp Christoph von Königsmarck zu retten, der seit dem 1. Juli im Schloss der Welfen zu Hannover verschwunden war, oder aber wenigstens Gewissheit über seinen Tod und den Verbleib seiner Erbschaft zu erlangen.
Durch ihre Schönheit gewann sie das Interesse des acht Jahre jüngeren Kurfürsten, der seit 1693 mit Christiane Eberhardine von Brandenburg-Bayreuth verheiratet war, und wurde dessen erste offizielle Mätresse. Wenige Tage nach der Geburt seines einzigen ehelichen Sohnes gebar sie am 28. Oktober 1696 in Goslar den gemeinsamen Sohn Moritz, der später in französischen Diensten als Marschall und Feldherr Moritz Graf von Sachsen zu Ehren kam. Bald nach der Geburt kühlte Augusts Zuneigung zu ihr ab und Aurora zog sich in die Abtei zu Quedlinburg zurück. Hier wurde sie im Januar 1698 zur Koadjutorin und zwei Jahre später zur Pröpstin ernannt, lebte aber trotzdem abwechselnd in Berlin, Dresden und Hamburg.
1702 übernahm sie eine diplomatische Mission in das schwedische Heerlager von Würgen (Virga) in Kurland, um Karl XII. günstiger für August den Starken zu stimmen. Diese schlug jedoch fehl, da sie keinen Eindruck auf den schwedischen König machte. Nach dem Altranstädter Frieden begab sie sich wieder in ihr Stift, wo sie am 16. Februar 1728 starb.
Die Grabstätte Aurora von Königsmarcks befindet sich in der Stiftskirche St. Servatius. Von der Krypta führt eine Treppe in die so genannte Fürstengruft, deren Raumklima dazu beiträgt, Leichen zu mumifizieren. Dort befinden sich neben dem Sarg Aurora von Königsmarcks auch die Särge der Äbtissinnen Anna II. zu Stolberg, Anna III. zu Stolberg-Wernigerode und Marie Elisabeth von Schleswig-Holstein-Gottorf.

### Bildung und Werk
Maria Aurora von Königsmarck besaß eine vielseitige Bildung. Sie verfasste literarische Werke im „galanten Stil“, trat in Theaterstücken auf und war Virtuosin auf der Laute und Viola da gamba.
Der Dichter Georg Christian Lehms widmete Maria Aurora von Königsmarck sein Lexikon Teutschlands galante Poetinnen (1715). Darin bezeichnet er sie als „geistreich und gelehrt“, voller Klugheit und Verstand. Auch der französische Philosoph und Schriftsteller Voltaire fand lobenswerte Worte für Aurora von Königsmarck. In seiner Histoire De Charles XII nennt er sie „eine der liebenswürdigsten Personen von Europa“, die aufgrund ihrer Scharfsinnigkeit und Schönheit weit bekannt sei, und die zudem das Geschick besessen habe, „Sprachen von allerhand Ländern, die sie nie gesehen hatte, dermassen nette zu reden, als wenn sie daselbst gebohren worden“. Zum Zeitvertreib soll sie etwa Französische Verse verfasst haben, die so eloquent, geschrieben waren, dass man „für deren Verfasser wohl einen zu Versailles gebohrenen hätte halten sollen“.
Voltaire soll Maria Aurora von Königsmarck auch als die „berühmtesten Frau zweier Jahrhunderte“ bezeichnet haben, wie zumindest der Schriftsteller Friedrich Cramer (1779–1836) im Vorwort zu seinem Buch Denkwürdigkeiten der Gräfin Maria Aurora von Königsmark und der Königsmarkschen Familie (1836) schreibt. Ob es sich bei diesem vielzitierten Ausspruch tatsächlich um eine Aussage Voltaires handelt, konnte bisher aufgrund fehlender Primärquellen nicht geklärt werden.
Maria Aurora von Königsmarck verfasste unter anderem Gedichte, Drama, Prosa und literarische Briefe. Von 60 Gedichten, die ihr mit hoher Wahrscheinlichkeit zugeordnet werden können, ist eines auf Schwedisch verfasst, drei sind auf Lateinisch geschrieben, 17 auf Französisch und 39 auf Deutsch.  Eine umfangreiche Auflistung der Werke von und über Maria Aurora von Königsmarck hat der Literaturwissenschaftler Stephan Kraft im Sammelband Maria Aurora von Königsmarck. Ein adeliges Frauenleben im Europa der Barockzeit (2015) zusammengetragen.
In verschiedenen Quellen (z. B. Woods/Fürstenwald, Palmblad) wird Maria Aurora von Königsmarck die Verfasserschaft des Singspiel-Libretto Die drey Töchter Cecrops (1680) zugeschrieben. Ihre Urheberschaft an diesem Werk schließt der Mediävist Ulrich Seelbach jedoch aus. Ebenfalls fälschlicherweise zugeschrieben wurden ihr eine englische Übersetzung eines Berichts über den Tod ihres Bruders Philipp Christoph von Königsmarck (A Home Truth. Being Memories of the Love and State-Intrigues of the Court of Hannover...), sowie ein Buch mit Schönheitstipps in Cosmetischen Briefen.
Der Hamburger Barockkomponist Reinhard Keiser widmete ihr zwei seiner Opern. Der schwedische Dichter Carl Snoilsky schilderte ihr Lebensschicksal in einem langen Gedicht, das in der Gedichtsammlung Svenska bilder (Schwedische Bilder) enthalten ist.

### Werke

#### Lyrik (Auswahl)
- A la table des Dieux Mercure (frz. & dt., In: Cramer 1836, Band 2, S. 95–96)
- Alexandre n’eut point de maitre (frz., In: Cramer 1836, Band 2, S. 102).
- Als Cinthia ihr schönstes Licht (dt., In: Cramer 1836, Band 2, S. 97–99).
- Die Lieb entzündt die Hertzen (dt., In: Eberti 1706, S. 209–210).
- Un roi d’une auguste origine (frz., In: Cramer 1836, Band 2, S. 99–100).

#### Dramatik (Auswahl)
- Fastnachts-Lust/ Beym Schluss Des von Ihrer Churfl. Durchl. zu Sachsen/ und Burggrafen zu Magdeburg/ u. Herrn/ Herrn Friedrich Augusto angestellten prächtigen Carnevals, von Dames und Cavaliers vorgestellt In Dresden 1697. Riedel, Dresden, 1697.[9] (Digitalisat)
- Prolog zu Jean Racines Iphigénie. Prologue: Le theatre represente le Palais de l’histoire. Stockholm 1680?.[9] (Digitalisat)

#### Prosa (Auswahl)
- Beitrag zu: Anton Ulrich Herzog zu Braunschweig und Lüneburg: Der Römischen Octavia Vierdter Theil. Zilliger, Braunschweig 1713, S. 603–658.[14][9]

## Literatur

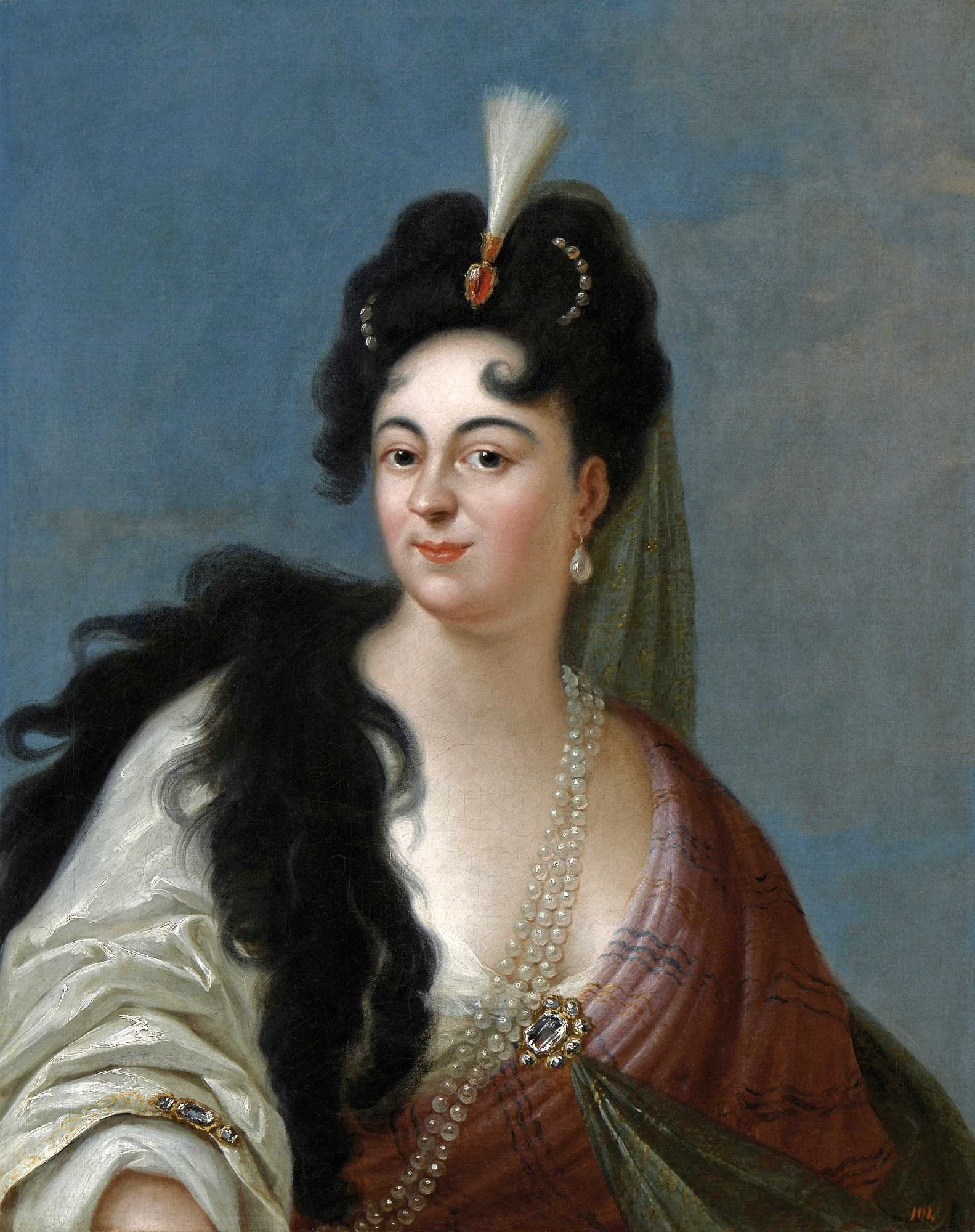
Aurora Gräfin von Königsmarck (vor 1728)